# 全国高等学校囲碁選抜大会
全国高等学校囲碁選抜大会（ぜんこくこうとうがっこういごせんばつたいかい）は、囲碁のアマチュア棋戦で2007年より高校生を対象とし行われている。男女別に団体戦、個人戦、9路盤戦のそれぞれで優勝を争う。
- 主催 全国高等学校文化連盟囲碁専門部会、全国高等学校囲碁連盟、関西棋院
- 共催 読売新聞大阪本社
- 後援 大阪府教育委員会、大阪商業大学
- 協賛 株式会社日本文化会館、伊藤園

## 方式
- 大会は各年の3月に行われる。
- 全国高等学校文化連盟囲碁専門部の各ブロック（北海道・東北・関東・北信越・東海・近畿・中国・四国・九州）より推薦された、高校1年生か2年生の生徒によって争われる。
- 団体戦は、3名一組で同一校でメンバーは構成されなければならない。ただし補欠選手との入替えが1回限り認められる（再入替え不可）。
- 団体戦・個人戦はスイス方式によるリーグ戦4局。得点の高い順に優勝・入賞者（5位まで）が決められる。9路盤戦は1次リーグ7局後に順位決定トーナメント3局。
- 持ち時間は35分、使い切ると1手10秒の秒読み。（9路盤戦は5分、使い切ると1手10秒の秒読み。）

## 団体戦歴代優勝校
| 回次 | 年   | 男子の部                             | 女子の部                             |
| ---- | ---- | ------------------------------------ | ------------------------------------ |
| 1    | 2007 | 駒澤大学附属岩見沢高校（北海道）     | 藤村女子高校（関東）                 |
| 2    | 2008 | 上宮高校（近畿）                     | 筑紫女学園高校（九州）               |
| 3    | 2009 | 日大三島高校（東海）                 | 京都府立洛北高校（近畿）             |
| 4    | 2010 | 埼玉県立浦和高校（関東）             | 京都府立洛北高校（近畿）             |
| 5    | 2011 | 東日本大震災の影響で中止             | 東日本大震災の影響で中止             |
| 6    | 2012 | 城北高校（関東）                     | 豊島岡女子学園高校（関東）           |
| 7    | 2013 | 駒場東邦高校（関東）                 | 四天王寺高校（関西）                 |
| 8    | 2014 | 東海高校（東海）                     | 四天王寺高校（関西）                 |
| 9    | 2015 | 埼玉県立浦和高校（関東）             | 豊島岡女子学園高校（関東）           |
| 10   | 2016 | 桐蔭学園高校（関東）                 | 栃木県立栃木女子高校（関東）         |
| 11   | 2017 | 埼玉県立浦和高校（関東）             | 栃木県立栃木女子高校（関東）         |
| 12   | 2018 | 埼玉県立浦和高校（関東）             | 白百合学園高校（関東）               |
| 13   | 2019 | 開成高校（関東）                     | 豊島岡女子学園高校（関東）           |
| 14   | 2020 | 新型コロナウイルス感染拡大により中止 | 新型コロナウイルス感染拡大により中止 |
| 15   | 2021 | 桐朋高校（関東）                     | 東洋女子高校（関東）                 |
| 16   | 2022 | 群馬県立前橋高校（関東）             | 東洋女子高校（関東）                 |
| 17   | 2023 | 慶應義塾高校（関東）                 | 花園高校（近畿）                     |

## 個人戦歴代優勝者
| 回次 | 年   | 男子                                           | 女子                                              |
| ---- | ---- | ---------------------------------------------- | ------------------------------------------------- |
| 1    | 2007 | 日野大地 岩田高校 2年（九州）                  | 柴田綺美 秋田市立御所野学院高校 2年（東北）       |
| 2    | 2008 | 河口篤 兵庫県立青雲高校 1年（近畿）            | 堀本範子 山口県立周防大島高校 1年（中国）         |
| 3    | 2009 | 闇雲翼 三重県立津高校 2年（東海）              | 小原侑子 雲雀丘学園高校 2年（近畿）               |
| 4    | 2010 | 大橋勇介 駒澤大学附属岩見沢高校 2年 （北海道） | 田中晴香 神戸市立六甲アイランド高校 1年（近畿）   |
| 5    | 2011 | 東日本大震災の影響で中止                       | 東日本大震災の影響で中止                          |
| 6    | 2012 | 堀井勇佑 開成高校 2年 （関東）                 | 塚田花梨 白鷗大学足利高校 2年 （関東）            |
| 7    | 2013 | 保坂龍 札幌北高校 1年 （北海道）               | 倉科夏奈子 松本蟻ヶ崎高校 2年 （北信越）          |
| 8    | 2014 | 大表拓都 富山南高校 2年 （北信越）             | 毛塚美希 栃木女子高校 1年 （関東）                |
| 9    | 2015 | 津田裕生 埼玉県立浦和高校（関東）              | 野村美奈 神奈川県立光陵高校（関東）               |
| 10   | 2016 | 鈴木友博 愛知県立豊田南高校（東海）            | 小長井優 東京大学教育学部附属中等教育学校（関東） |
| 11   | 2017 | 中島光貴 埼玉県立春日部高校（関東）            | 山本香菜 京都府立東宇治高校（近畿）               |
| 12   | 2018 | 林隆羽 埼玉県立春日部高校（関東）              | 岩井温子 京都府立洛北高校（近畿）                 |
| 13   | 2019 | 鈴木智大 神奈川県立柏陽高校（関東）            | 岩井温子 京都府立洛北高校（近畿）                 |
| 14   | 2020 | 新型コロナウイルス感染拡大により中止           | 新型コロナウイルス感染拡大により中止              |
| 15   | 2021 | 宅見悠作 灘高校（関西）                        | 玉作青葉 姫路西高校（関西）                       |
| 16   | 2022 | 大島悟 洛星高校（近畿）                        | 大沢巴 仙台白百合学園高校（東北）                 |
| 17   | 2023 | 紅林英龍 大阪府立大手前高校（近畿）            | 玉作乙香 兵庫県立姫路西高校（近畿）               |

### 記録・その他
- 第5回は、2011年3月19日、20日の2日間大阪府東大阪市の大阪商業大学で開催の予定であったが、東北地方太平洋沖地震の影響により3月14日に中止が決定された。
- 団体戦の最多優勝回数は、男子は埼玉県立浦和高校が4回、女子では豊島岡女子高が3回。